# سیارک ۲۳۱۴۷۰
سیارک ۲۳۱۴۷۰ (به انگلیسی: 231470 Bedding، نامگذاری:2007RH5)۲۳۱۴۷۰مین سیارک کشف شده‌است که در ۰۲ سپتامبر ۲۰۰۷ کشف شد.